# Torianita
La torianita es un mineral raro, originalmente descubierto por Ananda Coomaraswamy en 1904 como uraninita, pero reconocido como una nueva especie por Wyndham R. Dunstan. Se llama así a causa de su alto porcentaje de torio (alrededor del 70% de ThO2), aunque también contiene los óxidos de uranio, lantano, cerio y didimio (praseodimio y neodimio). 
El helio está presente y el mineral es ligeramente menos radioactivo que la pechblenda, pero más difícil para protegernos de él, debido a sus rayos gamma de alta energía. Es más común en gravas-piedras preciosas aluviales de Sri Lanka, donde se presenta principalmente en forma de pequeños y pesados cristales cúbicos negros, como desgastados por el agua. Los cristales más grandes (por lo general los tamaños llegan hasta alrededor de 1,5 cm, siendo muy raros los tamaños mayores de 2,5 cm; los más grandes son de 6 cm y de hasta 2,2 kilos) y proceden de Madagascar.

## Química
Basada en el color, el peso específico y la composición, se distinguen tres tipos de torianita:
- α-torianita
- β-torianita
- γ-torianita

La torianita y la uraninita y forman una serie completa de disoluciones sólidas en material sintético y natural. La división entre las dos especies está en Th:U = 1:1 con U hasta el 46,50% y Th, del 45,3% al 87,9% Los elementos llamados tierras raras, principalmente Ce, sustituyen al Th en cantidades de hasta el 8% en peso. El cerio está probablemente presente como Ce4+. Se conoce la serie completa en material sintético: CeO2 - PrO2 - ThO2 - UO2. Pequeñas cantidades de Fe3+ y Zr también pueden ser isomorfas con Th. El plomo Pb presente es probablemente de origen radiogénico.

## Variedades
- Aldanita -. Una variedad de torianita que contiene de un 14,9% a un 29,0% de UO2, y del 11,2% al 12,5% de PbO[8]
- Uranotorianita[9][10]
- Torianita con Cerio[11][12]
- Torianita conteniendo Lantano[11]

## Localización
Generalmente se encuentran en depósitos aluviales, placeres en arenas de playa con minerales pesados y en pegmatitas.
- Sri Lanka: En gravas de río, en el distrito de Galle, Provincia del Sur; distrito Balangoda, cerca de Kodrugala, Provincia Sabaragamuwa, y en una pegmatita en el área de Bambarabotuwa.
- India: En arenas de playa de Travancore (Kerala)[13]
- Madagascar: Se encuentra en depósitos aluviales de Betroka y Andolobe [14] También existen cristales muy grandes en Tôlanaro (Fort Dauphin), en Andranondambo y otras localidades.
- Rusia: En las arenas negras de un placer de oro en el río Boshogoch, Transbaikalia, Siberia, en el macizo de Kovdor, la península de Kola, en la Cordillera de Yenisei, en Siberia.
- Estados Unidos: Encontrada en Easton, Pennsylvania; en arenas negras del río Misuri, cerca de Helena, Montana; en Scott River, Siskiyou County, California;[14] en arenas negras de Nixon Fork y el distrito Wiseman, Alaska[15][16]
- Canadá: identificada junto a la uraninita en una pegmatita en Charlebois Lake, al este del Lago Athabasca;[17] la variedad con uranio se ha encontrado en zonas de pegmatita y en calizas cristalinas metesomatizadas de muchos lugares de Quebec y Ontario.[18]
- Sudáfrica: Se presenta junto a la baddeleyita como accesorio de la carbonatita en Phalaborwa, Transvaal Oriental.[19]
- Congo Belga[20]